# Старотураево (Ермекеевский район)
Старотураево (баш. Иҫке Турай) — село в Ермекеевском районе Башкортостана, административный центр Старотураевского сельсовета.

## Географическое положение
Расстояние до:
- районного центра (Ермекеево): 32 км,
- ближайшей ж/д станции (Туймазы): 50 км.

## История
Село под названием Тураево было основано башкирами тураевской тюбы рода Байлар на землях, приобретенных у рода Кыр-Елан на вотчинных правах. Жителями села были только представители рода Байлар, в отличие от сел Усман Ташлы и Новошахово Ермекеевского района. В остальных деревнях байларцы жили совместно с кыр-еланцами. Известно с 1707 года.
После возникновения выселка Новотураево село носит современное название — Старотураево.
В 1870 году в селе проживало 950 башкир, а в 1917 году — 1477 башкир, 629 тептярей.
В 1906 году в селе были учтены 2 мечети, русско-башкирское училище, медресе, винная, 2 бакалейные и 4 мануфактурные лавки.

## Население
| 2002 | 2009 | 2010 |
| ---- | ---- | ---- |
| 638  | ↗741 | ↗771 |

Национальный состав
Согласно переписи 2002 года, преобладающая национальность — башкиры (82 %).
Языки
В учебном плане старотураевской школы родным языком указан татарский.

## Религия
В 2017 году в селе открылась мечеть «Мансаф».